# Région Stikine
La Région Stikine est une région de la Colombie-Britannique, administrée à la manière d'une municipalité du Nord-Ouest de la province. Elle fut créée sous la même législation qui a établi les districts régionaux, mais sans être qualifiée comme tel. Elle est administrée directement par le gouvernement provincial à Victoria, et elle est la seule région de la Colombie-Britannique qui ne fasse pas partie d'un district régional.

## Démographie
La Région Stikine est la région la moins densément peuplée de la Colombie-Britannique, il y avait en 2001 1316 habitants, et 1393 en 1996. En 2016, la population est de 740 habitants.

## Villes principales
Dease lake est la principale localité, où on dénombrait 303 habitants en 2011.

## Routes principales
La Région Stikine possède très peu d'infrastructures, la Dease Lake Highway longe la Région du nord au sud et La Alaska Highway passe par l'extrême nord-est de la Région.